# 伊西亞馬斯
伊西亞馬斯是玻利維亞的城鎮，位於該國西北部，由拉巴斯省負責管轄，距離首府拉巴斯537公里，海拔高度261米，每年平均降雨量約2,000毫米，2012年人口2,290。

## 外部連結
- Instituto Nacional de Estadística de Bolivia

13°45′S 68°09′W / 13.750°S 68.150°W